# M. Honnenahalli, Mandya
M. Honnenahalli là một làng thuộc tehsil Mandya, huyện Mandya, bang Karnataka, Ấn Độ.